# Улица Любомира Боднарука
Улица Любомира Боднарука (укр. Вулиця Любомира Боднарука) — улица в Деснянском районе города Чернигова. Пролегает от проспекта Победы — площади Пять углов до улицы Киевская, исторически сложившаяся местность (район) Берёзки, Пять Углов.
Примыкает переулок Любомира Боднарука.

## История
Ростиславская улица была проложена в 1-й половине 20 века по территории древнего предместья вдоль третьей линии укреплений. Была застроена индивидуальными домами только с северной стороны (современная непарная сторона улицы), в конце 19 века постепенно была застроена южная сторона улицы. 
С 1943 года в конце улицы была основана промышленная артель имени Парижской Коммуны, которая в 1960 году была реорганизована в Черниговскую картонную фабрику, а в 1964 году было присоединено районное издательство, преобразовав предприятие в «Черниговскую картонно-полиграфическую фабрику» (дом № 26). 
В 1940 году Ростиславская улица переименована на улица Дзержинского — в честь российского революционера и советского политического деятеля Феликса Эдмундовича Дзержинского. 
Изначально, в 2011 году городской комиссией по переименованию улиц, улицу рекомендовалось переименовать на улицу Александра Довженко, а существующую улицу Довженко в переулок Довженко.
12 февраля 2016 года улица получила современное название — в честь заслуженного деятеля искусств Украины Любомира Мирославовича Боднарука, согласно Распоряжению городского главы В. А. Атрошенко Черниговского городского совета № 46-р «Про переименование улиц и переулков города» («Про перейменування вулиць та провулків міста»)

## Застройка
Улица проложена от площади Пять углов в западном направлении, дойдя до Стрижня делает поворот на северо-запад. Конец улицы проложен вдоль реки Стрижень: на ее левом берегу, парная сторона не застроена. 
Улица вместе с проспектами Победы и Михаила Грушевского (улица 1 Мая), улицами Александра Молодчего и Олега Михнюка образовывает площадь Пять углов.
Парная и непарная стороны улицы занята усадебной застройкой, частично многоэтажной жилой (один 5-этажный дом) и территорией промышленных предприятий. 
Учреждения:
1. дом № 26 — Черниговская картонажно-полиграфическая фабрика

Есть ряд значимых и рядовых исторических зданий, что не являются памятниками архитектуры или истории: усадебные и/или одноэтажные дома №№ 4, 5, 9, 13, 26, 25, 27, 29, 31.